# 水上高原リゾート200
水上高原リゾート200（みなかみこうげんリゾート・トゥーハンドレッド）は、群馬県利根郡みなかみ町にあるホテル及びゴルフ場・スキー場・アクティビティ・レジデンスなどを含む複合リゾートで、標高966ｍに位置する。

## 概要
コクドにより1986年7月19日に「水上高原プリンスホテル」･「水上高原ゴルフ場(36H)」が開業した後、その年の12月14日に「水上高原スキー場」が開業し、徐々にリフト本数を増設していく。また、ゴルフブームに乗じて1992年7月24日には更に18Hを開業する。2006年2月には西武グループ再編によりコクドからプリンスホテルに経営を引き継いだが、事業所の再構築を理由に、2007年3月27日に「シティグループ・プリンシパル・インベストメンツ・ジャパン株式会社」に譲渡する。その後は、水上高原リゾート株式会社により運営しており、2008年4月25日にホテル名を水上高原ホテル200に改称した。リゾートの名称は、200万坪もの敷地を所有することに由来する。リゾート施設を運営するほか、旅行業、一般貸切旅客自動車運送事業（貸切観光バス事業）、宅地建物取引業をも手がけている。

## 沿革
- 1964年（昭和39年）- 堤義明により水上高原上の原の土地買収開始[6]
- 1986年（昭和61年）- 西武グループのコクドが、7月に「水上高原プリンスホテル 」･「水上高原ゴルフ場(白樺コース･から松コース／36ホール)」、12月に「水上高原スキー場(クワッドリフト１本)」開業[1]。
- 1987年（昭和62年）12月 - 第1ロマンスリフト新設〈スキー場〉。
- 1990年（平成2年）12月 - 第2ロマンスリフト新設〈スキー場〉。
- 1992年（平成4年）7月 - 「水上高原ゴルフ場こぶしコース（18ホール）」、クラブハウス開業。
- 1997年（平成9年）7月 - 温泉掘削成功し、大浴場が温泉になる。【上の原温泉】
- 1998年（平成10年）12月 - 第3ロマンスリフト新設〈スキー場〉。
- 2002年（平成14年）12月 - 「水上高原レジデンス（分譲地・37区画）」完成。
- 2006年（平成18年）2月 - プリンスホテルを存続会社とし、コクドを合併した[2]。
- 2007年（平成19年）3月 -  水上高原リゾート株式会社設立。西武ホールディングスがグループ事業再構築の一環として、プリンスホテル保有の水上高原プリンスホテル・水上高原ゴルフ場：水上高原スキー場・水上高原ゴルフレジデンスなどのスキー・ゴルフ関連施設をシティグループの「シティグループ・プリンシパル・インベストメンツ・ジャパン」へ売却[3]。
- 2008年（平成20年）
  - 4月 - 「水上高原プリンスホテル」が「水上高原ホテル200 (-トゥーハンドレッド)」に、「水上高原ゴルフ場」が「水上高原ゴルフコース」に、「水上高原スキー場」が「水上高原スキーリゾート」に改称。
  - 7月 - 『ツリートレッキング』開設。
  - 12月 - ホテルロビー・大浴場・『スーペリアタイプ（14室）』・レストラン2店舗等を改修し、リファインオープン。
- 2010年（平成22年）
  - 4月 - 「シティグループ・プリンシパル・インベストメンツ・ジャパン」が「合同会社クリムゾングループ」へ「水上高原リゾート株式会社」を株式譲渡。
  - 7月 - テニスコート8面をオムニコートに改修。
  - 12月 - 『キッズパーク』･『400ｍのスレッドライドコース』新設〈スキー場〉
- 2012年（平成24年）
  - 1月 - 『犬ぞり体験』開始〈スキー場〉。
  - 7月 - 『フォレストキャビンルーム（16室）』改装[7]。『水上高原フォレストジップライン』・『ストライダーみなかみパーク』〔ストライダーオフィシャルパーク認定〕新設。
  - 11月 -　露天風呂『凛楽（りらく）』新設[8]。
  - 12月 - 合同会社 藤原石油に出資。
- 2013年（平成25年）2月 - 『1～5歳児専用のキッズパーク“キンダーガーテン”』開業〈スキー場〉。
- 2014年（平成26年）
  - 7月 - 『ウェルカムベビーのお宿（ミキハウス子育て総研㈱）』認定取得[9]。『ベビールーム（2室）』開設。
  - 10月 - 第３種旅行業登録[4]。
  - 12月 - ポケモンとのタイアップ開始、『ピカチュウポケモン･スノーパレット』『ピカチュウ･キンダーガーテン』等オープン〈スキー場〉[10]。
- 2016年（平成28年）
  - 1月 - “高崎駅日帰りスキーバスツアー”開始（水上宝台樹スキー場・藤原スキー場との共同事業）〈スキー場〉。
  - 4月 - 『スカイコース』『フォレストコース』の2コース・36ホールでリニューアルオープン〔全ホール；乗用カート･フェアウエイ乗入れ開始〕〈ゴルフ場〉。
  - 5月 - 『ファミリーツインルーム（22室）』改装[11]。
  - 9月 - 宅地建物取引業者免許を取得。
  - 11月 - 第２種旅行業に業務範囲変更[4]。
  - 12月 - 『人工降雪機』9基導入〈スキー場〉。
- 2017年（平成29年）
  - 4月 - 一般貸切旅客自動車運送事業を取得[5]。
  - 12月 - 『リゾートツインルーム（112室）』改装[12]。全室禁煙化。
- 2019年（令和元年）
  - 5月 - “Wi-Fi”導入（全客室・ロビー・レストラン）。
  - 6月 - 『足つぼの小径(20ｍ)』新設[13]。
  - 8月 - 『ドッグラン』新設[13]。
  - 12月 - 新コース『ももんがコース』開設（全長450ｍ･最大斜度34°）〈スキー場〉。
- 2020年（令和2年）
  - 1月 - 『ナイトスノーラフティング』『雪上車ツアー』開始〈スキー場〉。
  - 8月 - 『水上高原グランピングフィールド』新設[14]。
- 2022年（令和4年）
  - 6月 - 『木漏れ日の散策路(全長2.1㎞)』新設。
  - 7月 - 『ゴルフ練習場(20打席)』拡張開業／『アプローチ＆バンカー練習場』新設。
- 2024年（令和6年）
  - 12月 - 『コーナービュースイートルーム（18室）』新設[15]。

## 施設

### 宿泊施設（水上高原ホテル200）
- 客室（Wi-Fi完備・全室禁煙）
  - リゾート・ツイン（21m²）112室
  - スタンダード・ツイン（21m²）12室
  - コーナー・トリプル（27m²）12室
  - フォレストキャビン（21m²）16室
  - ファミリー・ツイン（32m²）22室
  - スーペリア・ツイン（32m²）12室
  - スーペリア・コネクト（56m²）2室
  - コーナービュー・スイート（56m²）18室
  - 水上高原グランピングフィールド〈Colemanブリーズドームテント(内寸9m²)×2張りとウッドデッキ32m²〉2区画
- レストラン＆バー
  - 「白樺ダイニング」（バイキング）
  - 「レストラン谷川」（バイキング）
  - 「レストラン藤原」（イタリアン・日本料理）
  - Bar「月夜の」
- 温泉
  - ホテル棟「大浴場」
  - 別棟・露天風呂「凛楽」
- 館内施設
  - ロビー
  - ゴルフ・セレクトショップ（春～秋）
  - ギフトショップ
  - ギャラリー「存(zone)」
  - ライブラリー
  - ドクターフィッシュ
  - 麻雀ルーム（春～秋）
  - ゲームコーナー
  - キッズルーム（春～秋）＆キッズスペース（冬季）
  - キッズクラブ「Skip」（冬季のみ）
  - ビリヤード
  - プレイルーム（ダーツ・Nintendo Switch）
  - ピンポン
  - 宴会場
  - コインランドリー
  - 喫煙ブース

### ゴルフ場（水上高原ゴルフコース）
アーノルド・パーマー設計によるＳＫＹコース・ＦＯＲＥＳＴコースの２コース・計36ホールからなるリゾートコースで、パブリックコースとして一般に利用できる。冬季は休場となる。また、練習場「ドライビングレンジ(250ヤード、20打席）／アプローチ･バンカー練習場」がある。
- コース情報
  - 面積 - 2,970,000m2（約90万坪）
  - コースタイプ – 林間コース
  - コース – 〈SKYコース〉18ホールズ、パー72、6,875ヤード／〈FORESTコース〉18ホールズ、パー72、6,658ヤード
  - グリーン - 1グリーン、ベント（ペンクロス）
  - フェアウエイ – ベント（ペンクロス・ブルーグラス）
  - ラフ – ベント（ライグラス・トールフェスク）・ノシバ
  - プレースタイル - 乗用カート(5人乗り･２人乗り／フェアウエイ乗り入れ可)、キャディ・セルフ選択可
  - 練習場 - 20打席 250ヤード／アプローチ･バンカー練習場／練習グリーン３か所
  - 営業期間 – ４月下旬～11月下旬／無休

### アクティビティ〈屋外施設〉
- 水上高原フォレストジップライン
- ツリートレッキング
- テニスコート〔オムニコート８面〕
- グラウンド・ゴルフ
- ディスクゴルフ
- スナッグゴルフ
- 屋外温水プール
- ファミリースクエア
- 白樺林の散策路
- 須原トレッキングコース
- キックバイクエンジョイパーク
- 足湯「なごみの湯」
- 谷川岳の小径(こみち)～足つぼロード～
- ドッグラン＠水上高原

## イベント
- 第11回ブラインドゴルフ・ジャパンオープン・チャンピオンシップ　（2009年（平成21年）8月27日開催）
- New Acoustic Camp 2012　（2012年（平成24年）9月22･23日開催）[17]
- New Acoustic Camp 2013　（2013年（平成25年）9月14･15日開催）[18]
- New Acoustic Camp 2014　（2014年（平成26年）9月13･14日開催）[19]
- New Acoustic Camp 2015　（2015年（平成27年）9月12･13日開催）[20]
- New Acoustic Camp 2016　（2016年（平成28年）9月17･18日開催）[21]
- New Acoustic Camp 2017　（2017年（平成29年）9月16･17日開催）[22]
- New Acoustic Camp 2018　（2018年（平成30年）9月15･16日開催）[23]
- 雪合戦アジアカップ ｉｎみなかみ　（2019年（令和元年）1月27･28日開催）[24]
- New Acoustic Camp 2019　（2019年（令和元年）9月14･15日開催）[25]
- New (Lifestyle) Acoustic Camp 2020　（2020年（令和2年）9月19･20日開催）[26]
- New Acoustic Camp 2021　（2021年（令和3年）9月18～20日開催）[27]
- New Acoustic Camp 2022　（2022年（令和4年）9月17～19日開催）[28]
- New Acoustic Camp 2023　（2023年（令和5年）9月16～18日開催）[29]
- New Acoustic Camp 2024　（2024年（令和6年）9月14～15日開催）[30]
- New Acoustic Camp 2025　（2025年（令和7年）9月13～14日開催）[31]

## アクセス
- 鉄道
  - 上越新幹線 上毛高原駅より無料シャトルバスで約60分
  - 上越線 水上駅から関越交通バスで約40分
- 車
  - 関越自動車道水上ICより国道291号・県道約19km約30分